# Guillermo Meijón
Guillermo Antonio Meijón Couselo (Pontevedra, 14 de marzo de 1958) es un maestro, escritor y político español, diputado por Pontevedra en el Congreso de los Diputados durante la X, XI, XII, XIII y XIV legislaturas.

## Biografía
Estudió los primeros años de su infancia en el Colegio Marista Santa María de Orense. Tras regresar definitivamente junto con su familia a Pontevedra, comenzó sus estudios en Filosofía y Ciencias de la Educación en la UNED, donde obtuvo la licenciatura.
Desde que aprobó las oposiciones en 1979 ha desarrollado su labor profesional como maestro y orientador escolar, aunque en condición de excedencia desde 2005 bajo el amparo de una Comisión de Servicios Especiales. Como afiliado a FETE-UGT ha ejercido distintos cargos y fue miembro de la dirección en Galicia. 
A nivel político, fue concejal en el Ayuntamiento de Pontevedra entre 1999 y 2005. Ese año concurrió en la lista socialista al Parlamento de Galicia y fue elegido diputado por Pontevedra, cargo para el que fue reelegido en 2009. En las elecciones generales de 2011, fue elegido diputado por Pontevedra en el Congreso, y reelegido en 2015, 2016, y 2019.

### Caso Mediador
En 2023 tanto fuentes de la investigación que se lleva a cabo en el caso Mediador, como desde el propio grupo parlamentario socialista certificaron la presencia de Guillermo Meijón en la cena de varios diputados socialistas, entre los que se encontraba Juan Bernardo Fuentes Curbelo, en el restaurante madrileño Ramses. El propio Meijón Couselo reconoció que asistió al menos a una cena en dicho restaurante, si bien negó cualquier vínculo con supuestas fiestas en prostíbulos o haber colaborado en los supuestos tratos de favor a empresarios.